# Budapest III. kerületének műemléki listája
Ez a lista Budapest III. kerületének műemlékeit tartalmazza.
| Kép | Törzsszám | Cím                                                                           | Név                                                               | Helyrajzi szám            |
| --- | --------- | ----------------------------------------------------------------------------- | ----------------------------------------------------------------- | ------------------------- |
|     | 15238     | Fő tér 1., Hajógyár utca 2., Szentlélek tér 7., Óbudai rakpart 31.            | volt Zichy-kastély melléképületei                                 | 18019                     |
|     | 15230     | Doberdó út mentén                                                             | Szent Vér kápolna                                                 | 16190/2                   |
|     | 15285     | Szentendrei út 85.                                                            | óvoda                                                             | 19395/7                   |
|     | 15285     | Benedek utca - Leányfalu utca                                                 | gazdasági iskola                                                  | 19395/9                   |
|     | 15227     | Kálvin János köz 4., Kálvin köz 2.                                            | Óbudai református templom                                         | 17722/2, 17722/1          |
|     | 15229     | Dévai Bíró Mátyás tér 28., Pacsirtamező utca 23., Dévai Bíró Mátyás tér 23.   | Evangélikus templom (Óbuda)                                       | 17654/2                   |
|     | 15235     | Farkastorki út 58.                                                            | Farkastorki Szent Donát kápolna                                   | 16785                     |
|     | 15246     | Kiscelli utca 108., Kolostor utca 33.                                         | Régi trinitárius kolostor és templom épülete (ma Kiscelli Múzeum) | 16235/1                   |
|     | 15248     | Szentlélek tér 8-9., Fő tér 6., Hídfő utca 13-15., Fő tér 1.                  | Óbudai prépostsági templom maradványai                            | 18022, 18019, 18021       |
|     | 15265     | Lajos utca 163., Árpád fejedelem 108., Tél utca                               | Óbudai zsinagóga                                                  | 17927                     |
|     | 15269     | Lajos utca 170., Templom utca 5., Óbudai utca 7., Lajos utca                  | Szent Péter és Pál-főplébánia-templom                             | 17911                     |
|     | 15266     | Lajos utca 168., Templom utca 4., Óbudai utca 4.                              | az előzőhöz kapcsolódó plébániaépület                             | 17920/2                   |
|     | 15285     | Szentendrei út 83-85.                                                         | Kőrösi Csoma Sándor Két Tanítási Nyelvű Baptista Gimnázium        | 19395/8, 19395/7, 19395/9 |
|     | 15291     | Zápor utca 1-3., Szőlő utca 2-4., Viador utca 18-22., Nagyszombat utca 19-21. | Óbudai Árpád Gimnázium                                            | 17569/1, 17569/2          |
|     | 15294     | Templom utca 13/a., Dömös utca                                                | Békásmegyeri Szent József templom                                 | 64372                     |
|     | 15297     | Templom utca 18., Iskola utca 15., Dömös utca                                 | az előzőhöz kapcsolódó Plébániaház                                | 64725                     |
|     | 15298     | Templom utca 20., Iskola utca 6., Dömös utca                                  | Szent József Katolikus Óvoda, Általános Iskola és Gimnázium       | 64516/1                   |
|     | 15300     | Békásmegyer, Dunapart                                                         | Templomrom                                                        | 63660                     |